# Goldfields-Esperance

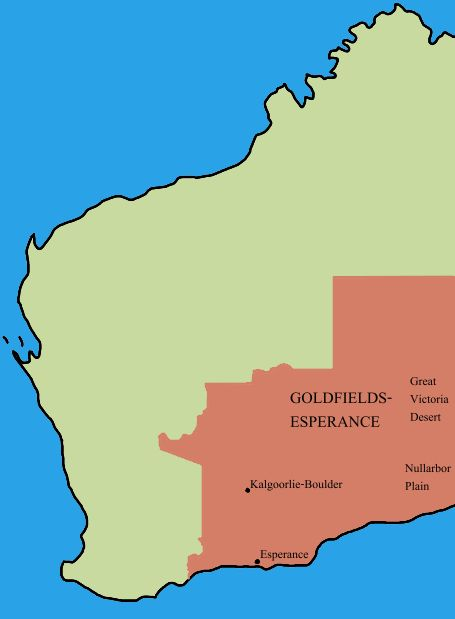
Localització de la regió Goldfields-Esperance

Goldfields-Esperance és una de les nou regions d'Austràlia Occidental.

## Geografia
La regió Goldfields-Esperance és la més extensa de les regions d'Austràlia Occidental amb una superfície de 770,488 quilometres quadrats (297,487 sq mi), 70,800 quilometres quadrats (27,336 sq mi). Generalment és plana i té roques molt antigues, del Precambrià i és una de les causes de la infertilitat dels seus sòls: com a pastura pobra només pot suportar una ovella per cada milla quadrada.

## Clima
Té un clima calorós i sec, semiàrid, amb una pluviometria típicament al voltant de 250 litres.